# Międzynarodowa Federacja Geodetów
Międzynarodowa Federacja Geodetów, w skrócie FIG (fr. Fédération Internationale des Géomètres, ang. International Federation of Surveyors) – międzynarodowa organizacja dla krajowych organizacji profesjonalnych geodetów, oraz innych osób z pokrewnych dziedzin. 
Została założona w 1878 r., a zarejestrowana jako osobowość prawna w 1999 r. W sierpniu 2011 r. FIG skupiała 105 członków z 89 krajów.
Polską organizacją należącą do FIG był np. Związek Mierniczych Przysięgłych (nieistniejący obecnie), do którego należało kilkuset mierniczych z Polski. Obecnie członkiem FIG jest Stowarzyszenie Geodetów Polskich.